# Net Yaroze

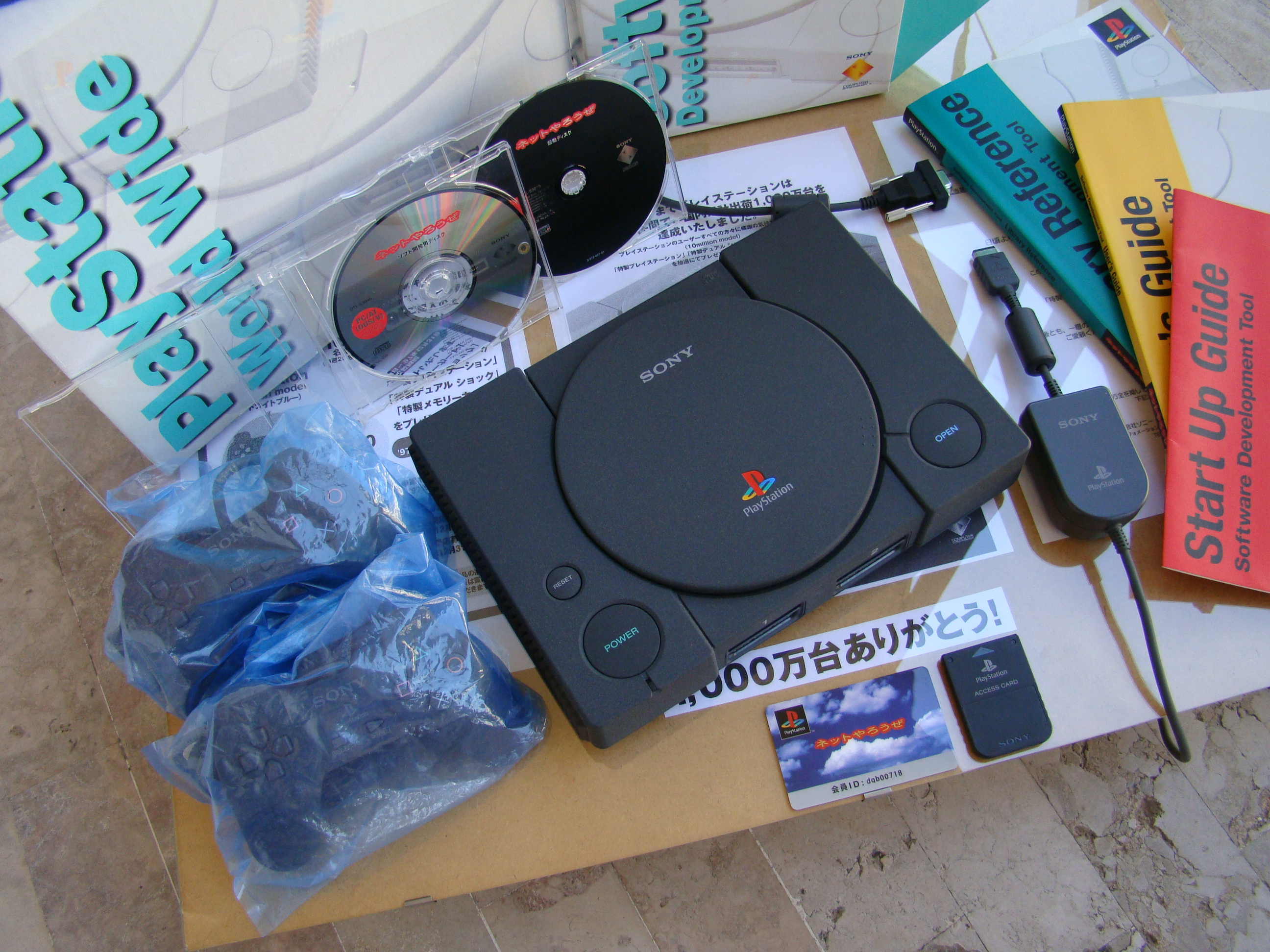
Net Yaroze com o kit de desenvolvimento de software.

O Net Yaroze foi uma edição especial do console PlayStation, que apelava à programação caseira. O seu nome significa "Vamos trabalhar em conjunto". Foi basicamente um kit profissional utilizado pelos programadores de jogos, mas mais simplificado.